# تيفاني هيلم
تيفاني هيلم (بالإنجليزية: Tiffany Helm)‏ هي ممثلة أمريكية، ولدت في 12 مايو 1964 في نيويورك في الولايات المتحدة.

## أعمال

### أفلام
- (1985)  بداية جديدة

## وصلات خارجية
- تيفاني هيلم على موقع IMDb (الإنجليزية)
- تيفاني هيلم على موقع ألو سيني (الفرنسية)
- تيفاني هيلم على موقع أول موفي (الإنجليزية)
- تيفاني هيلم على موقع قاعدة بيانات الأفلام السويدية (السويدية)
- تيفاني هيلم على موقع قاعدة بيانات الفيلم (الإنجليزية)
- تيفاني هيلم على موقع كينوبويسك (الروسية)